# Ernst von Wildenbruch
Ernst Adam von Wildenbruch, född 3 februari 1845 i Beirut, död 15 januari 1909 i Berlin, var en tysk dramatiker och novellist.
Han var son till preussiske generalkonsuln i Beirut och sonson till prins Louis Ferdinand av Preussen, tillbragte sin barndom i Aten och Konstantinopel, men flyttade med familjen 1857 till Tyskland och var 1863-65 officer i preussisk tjänst. Han utförde därefter juridiska studier, deltog emellertid som landvärnsofficer i fälttåget mot Österrike 1866, avlade juridisk examen 1870 och gick även ut i fransk-tyska kriget 1870-71. Sedan han tjänstgjort som referendarie i Frankfurt an der Oder 1871-76, inträdde han 1877 i tyska utrikesministeriet, där han tjänstgjorde till 1900, då han tog avsked som geheime legationsråd.
Wilbrands konstnärliga förebilder var Schiller och Kleist. Hans personlista upptar fasta typer, vilka endast flyttas från stycke till stycke, från tid till tid. Ett stormande patos är det nästan konstanta stämningsläget för hans framställning, han diktade, som det sades, "med knutna händer". Wildbrands "Gesammelte Werke" utgavs från 1911 i 17 band med biografisk inledning av Berthold Litzmann.

## Verk (urval)
- Vionville, Ein Heldenlied in 3 Gesängen (1873)
- Sedan (1875)
- Lieder und Gesänge (1877)
- Die Karolinger (1882)
- Harold (1882)
  - Harold: sorgespel i 5 akter (översättning G-g-g, Bonnier, 1894)
- Vater und Söhne (1882)
- Das neue Gebot (1886)
- Der Generalfeldoberst (1889)
- Bernhard von Weimar (1892)
- Heinrich und Heinrichs Geschlecht (1895)
- König Laurin (1902)
- Die Rabensteinerin (1907, uppförd i Stockholm 1909)
- Die Quitzow’s (1888)
- Die Haubenlerche (1891, "Tofslärkan" uppförd i Stockholm 1892)
- Meister Balzer (1891)
- Das deutsche Drama (1906)
- Der Meister von Tanagra (1880)
  - Mästaren från Tanagra (översättning Sten Granlund, Nordiska förlaget, 1912)
- Francesca von Rimini (1882)
- Das edle Blut (1893)
- Eifernde Liebe (1893)
- Hexenlied (svensk översättning av K. A. Tavaststjerna 1898, som melodram tonsatt av M. v. Schillings)
- Vor den Schranken
  - Försvarsadvokaten (översättning Eva Wahlenberg, Nordiska förlaget, 1911)
- Claudias Garten
  - Claudias lustgård: legend från det gamla Rom (översättning Sten Granlund, Nordiska förlaget, 1912)
- Das wandernde Licht
  - Det irrande ljuset (översättning Betsy Bjurman, Nordiska förlaget, 1917)

Svenska samlingsvolymer och ej identifierade översättningar
- Ernst von Wildenbruchs noveller och humoresker (översättning Mauritz Boheman, Beijer, 1889-1890)
- Den siste (översättning Sten Granlund, Nordiska förlaget, 1912)
- Francesca av Rimini (översättning Gunnar Örnulf, B. Wahlström, 1913)
- Baronen på Fahrenwald (översättning Signe Gustafsson, Holmquist, 1914)
- När kvinnor älska (översättning A. Berg, 1916)
- Omaka (översättning Sten Granlund, Nordiska förlaget, 1917)